# Pepito Piscinas
Pepito Piscinas es una película española de comedia estrenada en 1976, dirigida por Luis María Delgado y protagonizada en el papel principal por Fernando Esteso.

## Sinopsis
Tras hacer el servicio militar José, un mozo de pueblo, burdo pero avispado, abre sus ojos a la buena vida y decide trasladarse a la capital. En Madrid encuentra trabajo como vendedor de coches, lo que le da un gran don de gentes. Durante el verano se dedica a ligar con las mujeres que conoce en las piscinas, haciéndoles creer que es millonario. Un día conoce a Lola, una adinerada viuda apasionada de los rallies que quiere competir en el Gran Premio Costa del Sol. José no solo intentará venderle un supuesto Ferrari, sino que le cuenta que él mismo es un piloto de rally profesional, y juntos irán a Marbella a la competición.

## Reparto
| - Fernando Esteso como José Fernández Arriba. - Manolo Gómez Bur como El conde. - Mirta Miller como Lola, la viuda. - Rafael Alonso como Mariano. - Susana Estrada como Charo. - Helga Liné como Nené. - Manuel de Blas como Piloto rival. - Jaime de Mora y Aragón como El duque. - Julián Navarro como Luciano. - Emilio Laguna como Inspector de policía. - Rafael Hernández como Emiliano. - Alfonso del Real como Antolín, el masajista. | - Francisco Camoiras como Camarero. - Adriano Domínguez como Don Marcelino. - María de la Riva como Mamá del conde. - Simón Cabido como Mecánico. - Fidel Fernán como Peporro Santibáñez. - Pepe Ruiz como Leandro. - Luis Lorenzo como Cliente. - Vicente Haro - José Moreno - Luis Sánchez Polack como Tip. - José Luis Coll como Coll. |